# Chiesa di Santa Maria Assunta (Guanzate)
La chiesa di Santa Maria Assunta è la parrocchiale di Guanzate, in provincia di Como e arcidiocesi di Milano; fa parte del decanato di Appiano Gentile.

## Storia
Nella Notitia cleri del 1398 la cappella di Santa Maria di Guanzate è elencata come filiale della pieve di Santo Stefano di Appiano, mentre quasi due secoli dopo, nel Liber seminarii mediolanensis del 1564, è definita "rettoria", sempre dipendente dalla medesima pieve.
Nel 1747 l'arcivescovo di Milano Giuseppe Pozzobonelli, durante la sua visita, rilevò che a servizio della cura d'anime vi erano il parroco, uno scolastico e un cappellano, che il numero dei fedeli era pari a 1012 e che la parrocchiale, in cui aveva sede la confraternita del Santissimo Sacramento, aveva come filiali gli oratori della Beata Maria Vergine Immacolata Concezione e della Beata Maria Vergine in Campo.
Verso la metà dell'Ottocento questo antico luogo di culto romanico era ormai insufficiente a soddisfare le esigenze dei fedeli e, così, nel 1852 l'architetto Giacomo Moraglia presentò un progetto per il rifacimento ex novo della chiesa. La cerimonia di posa della prima pietra si tenne nel 1854 e i lavori furono portati a termine nel 1860.
L'altare maggiore venne costruito nel 1868 e nel 1875 la parrocchiale fu decorata da Luigi Locatelli, Angelo Galloni e Casimiro Radice; la facciata, rimasta incompleta, fu ultimata nel 1888 da Pietro Fontana seguendo i disegni originali del Moraglia.
Dalla relazione della visita pastorale del 1901 dell'arcivescovo Andrea Carlo Ferrari s'apprende che i fedeli ammontavano a 2993 e che la parrocchiale, da cui dipendeva la chiesa di San Lorenzo, era sede della confraternita del Santissimo Sacramento, delle Pie unioni delle Figlie di Maria Addolorata e della Sacra Famiglia, della compagnia di San Luigi Gonzaga e del consorzio della Beata Vergine del Carmine.
Il nuovo campanile, che parzialmente ingloba le strutture della precedente torre risalente al 1583, venne eretto nel 1938 secondo il progetto dell'ingegnere Guido Aureggi.
Tra il 1971 e il 1972, in seguito alla riorganizzazione territoriale dell'arcidiocesi voluta dall'arcivescovo Giovanni Colombo, la parrocchia confluì nel decanato di Appiano Gentile, nato dalla trasformazione del precedente omonimo vicariato.
La chiesa fu adeguata alle norme postconciliari nel 1980, allorché si provvide ad aggiungere l'ambone e l'altare rivolto verso l'assemblea e a rimuovere le balaustre che delimitavano il presbiterio.
Nel 2010 si procedette alla posa del nuovo pavimento all'interno della parrocchiale e nel 2014 venne eseguito un ripristino della struttura e delle decorazioni delle volte, che avevano subito dei danni a causa di un crollo; nel 2016 fu condotto un intervento di restauro che interessò le coperture e l'esterno dell'edificio.

## Descrizione

### Esterno
La facciata della chiesa, rivolta a sudovest, è suddivisa in due registri: quello inferiore è contraddistinto da una struttura a tempietto caratterizzata dai tre portali d'ingresso e scandita da quattro semicolonne con capitelli compositi sorreggenti il frontone, mentre quello superiore presenta una finestra a lunetta.
Si erge su un alto basamento a scarpa il campanile a pianta quadrata, che misura un'altezza di 56 metri; la cella presenta su ogni lato una monofora a tutto sesto ed è coronata dalla guglia poggiante sul tamburo.

### Interno
L'interno dell'edificio si compone di un'unica navata, sulla quale si affacciano le cappelle laterali e i bracci del transetto, introdotti da archi a tutto sesto, e le cui pareti sono scandite da lesene terminanti con capitelli corinzi e sorreggenti la trabeazione aggettante e modanata sopra la quale si imposta la volta a botte, abbellita dall'affresco che ritrae l'Incoronazione della Vergine; al termine dell'aula si sviluppa il presbiterio, rialzato di alcuni gradini, ospitante l'altare maggiore e chiuso dall'abside di forma semicircolare.
Qui sono conservate diverse opere di pregio, tra le quali un'urna che conserva delle reliquie di san Cristoforo, portate a Guanzate nel 1680, gli affreschi del catino absidale raffiguranti la Gloria della Vergine, alcune decorazioni in stile eclettico, eseguite da Luigi Morgari, e i dipinti che rappresentano santa Teresa, la consegna della chiavi a san Pietro, l'Ultima Cena e la Moltiplicazione dei pani e dei pesci.